# 毛麝香属
毛麝香属（学名：Adenosma）是玄参科下的一个属，为草本植物。该属共有约15种，分布于印度、马来西亚、大洋洲和中国。
属名Adenosma来源于希腊语aden（腺体）和osme（香味）的合成词，指本属植物叶子具香味。